# J.D. Tippit

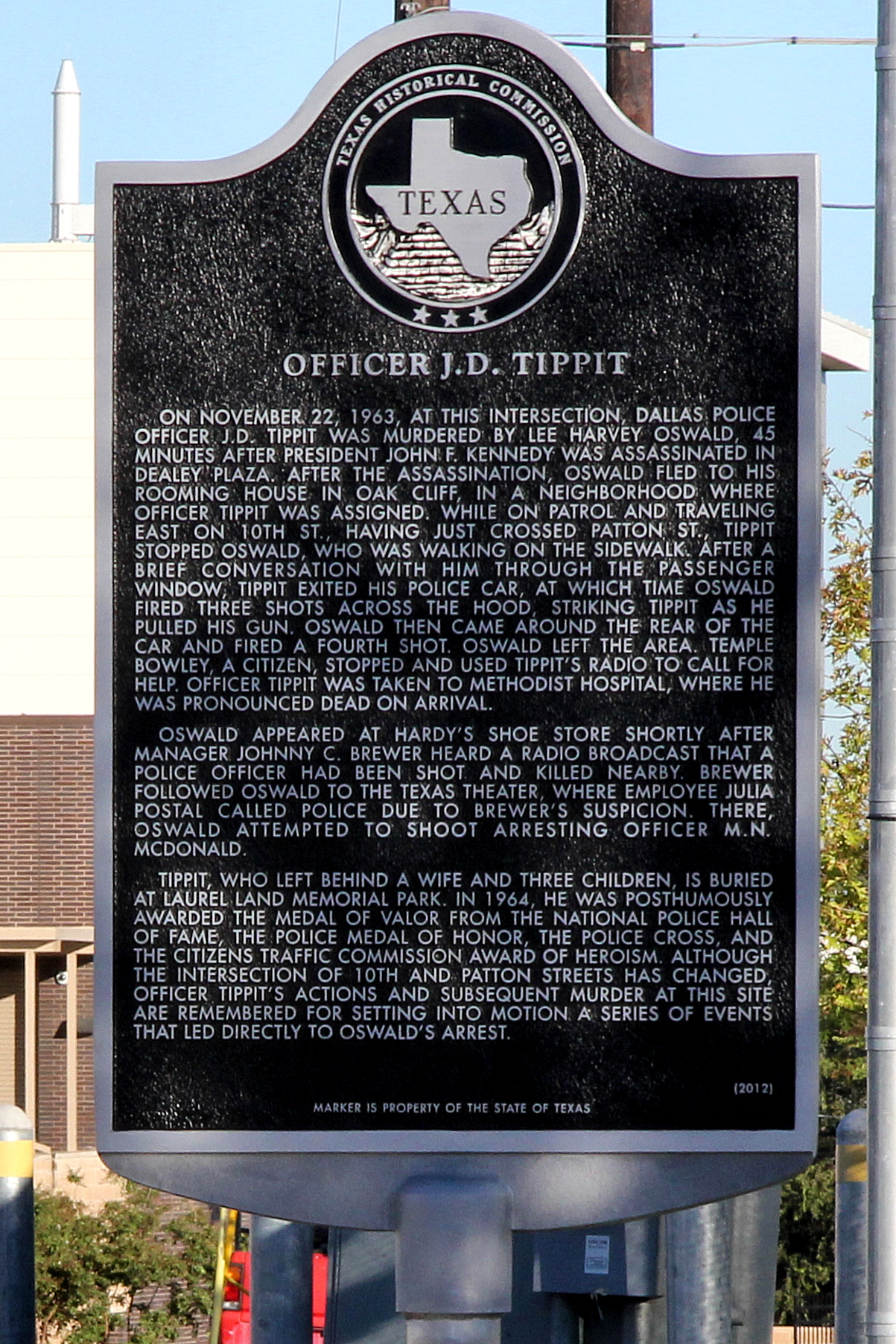
Plaquette ter nagedachtenis aan Tippit in de straat waar hij werd doodgeschoten

J.D. Tippit (Clarksville, 18 september 1924 – Dallas, 22 november 1963) was de Amerikaanse politieman met dienstnummer 848 die, volgens de commissie-Warren, werd doodgeschoten toen hij de verdachte van de moord op de Amerikaanse president John F. Kennedy, Lee Harvey Oswald, probeerde te arresteren.
Tippit wordt verondersteld door zijn ouders vernoemd te zijn naar een boekpersonage; de letters J.D. zouden niet de beginletters van voornamen zijn.

## Achtergrond
J.D. Tippit patrouilleerde in Dallas toen hij het signalement van Oswald over zijn radio hoorde. Oswald had kort daarvoor president Kennedy doodgeschoten. Tippit zou Oswald herkend hebben aan het signalement en probeerde hem te arresteren. Oswald schoot Tippit daarop dood.
Het was niet mogelijk een zekere link te leggen tussen de kogels in Tippits lichaam en de revolver van Oswald. De kogels waren .38 Specials die door Oswalds .38-revolver afgevuurd konden worden, maar dan zonder duidelijke ballistische gegevens, omdat het kaliber niet helemaal klopte. De hulzen die ter plaatse waren gevonden, waren ballistisch gelieerd aan de revolver van Oswald.
Na de moord op Tippit werd voor zijn nabestaanden bijna 650.000 dollar ingezameld, waarvan 25.000 afkomstig was van Abraham Zapruder, die zijn amateurbeelden van de moord op Kennedy voor veel geld aan Life had verkocht.